# HD 115404
HD 115404とは、かみのけ座の方向に存在する連星系である。ヒッパルコスが行った視差測定では、この連星系は36光年、つまり11パーセク離れていることが判明した。それぞれの恒星の見かけの等級は6.66と9.50で、連星系全体での見かけの等級の合計は6.52である。
恒星HD 115404 AはK型主系列星である。質量は太陽の約70%で、半径は0.76倍である。HD 115404 Bは赤色矮星（M0.5 V）である。質量は太陽の54.2%で、半径は太陽の0.55倍である。2つの恒星は770年ごとに互いに周回し、約8″離れている。この星系はかなり古いと考えられており、54億～135億年前に形成されたと予測されている。
2022年、ドップラー分光法により、2つの太陽系外惑星がHD 115404 Aの周囲を公転していることが発見された。質量は海王星型惑星とスーパージュピター程度である。
| 名称 （恒星に近い順） | 質量                   | 軌道長半径 （天文単位） | 公転周期 (日)          | 軌道離心率         | 軌道傾斜角           | 半径 |
| --------------------- | ---------------------- | ----------------------- | ---------------------- | ------------------ | -------------------- | ---- |
| b                     | ≥0.097+0.020 −0.022 MJ | 0.088+0.003 −0.004      | 10.5+0.001 −0.002      | 0.232+0.197 −0.138 | —                    | —    |
| c                     | 10.319+1.473 −1.209 MJ | 11.364+3.301 −1.905     | 15319.2+7240.3 −3526.2 | 0.211+0.173 −0.102 | 25.791+1.842 −2.157° | —    |